# Claire Waldoff

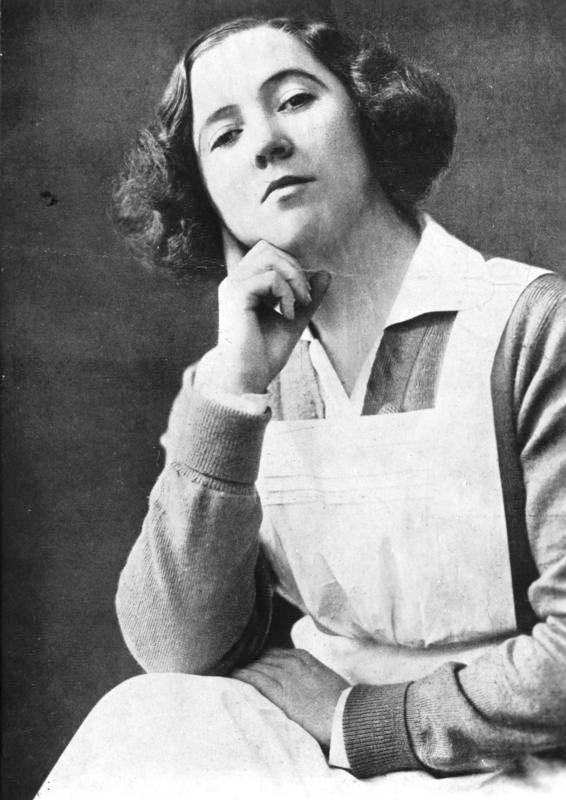
Claire Waldoff

Claire Waldoff (* 21. Oktober 1884 in Gelsenkirchen; † 22. Januar 1957 in Bad Reichenhall), geboren als Clara Wortmann, war eine deutsche Interpretin der Kleinkunst in verschiedenen Genres. Sie selbst verstand sich als Volkssängerin. Ihr Repertoire war breit gefächert.

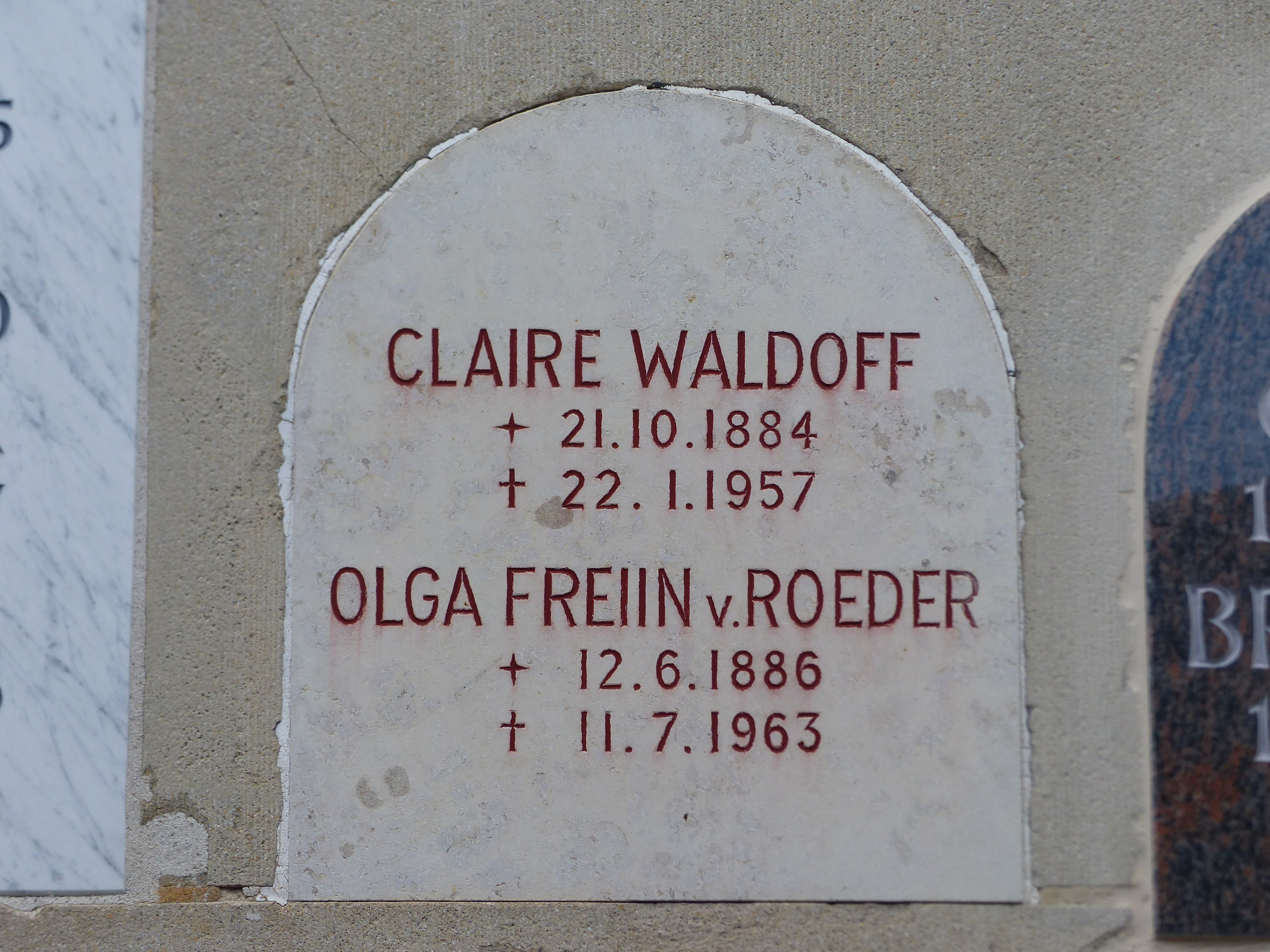
Grabstein auf dem Stuttgarter Pragfriedhof

Besonders erfolgreich wurde sie mit Darbietungen von Chansons, gesungen im Berliner Dialekt. Ihre wohl berühmtesten Lieder sind Wer schmeißt denn da mit Lehm, Nach meene Beene is ja janz Berlin verrückt und Hermann heeßta. Sie trat in Revuen und Operetten auf, sang ebenso Soldatenlieder wie auch Volksweisen. Claire Waldoff bot Lieder von etwa 15 Komponisten und 25 Liedtextern dar, am häufigsten von Walter Kollo und Willi Kollo, Rudolf Nelson, Claus Clauberg, Eduard Künneke, Hans May, Harry Senger und Kurt Tucholsky.

## Leben

Claire Waldoff als Märchenwesen Rautendelein in Die versunkene Glocke von Gerhart Hauptmann, 1905

Clara Wortmann wurde als elftes von 16 Kindern einer Gastwirtsfamilie von Clementine (geborene Hiltropp) und Wilhelm Wortmann geboren. Gegen Ende des 19. Jahrhunderts nahm sie an den ersten gymnasialen Kursen für Mädchen in Hannover teil, genauere Daten sind nicht belegbar. Mehrere Quellen berichten, darunter sie selbst in ihrer Autobiografie von 1953, dass sie während dieser Zeit in der Drostestraße bei Maria und Theodor Schmitz, den späteren Eltern Theo Lingens wohnte. Da sich ihr Wunsch, Ärztin zu werden, aus finanziellen Gründen nicht verwirklichen ließ, entschloss sie sich, das Schauspielfach einzuschlagen, und nahm den Künstlernamen Claire Waldoff an.
Im Jahr 1903 hatte Claire Waldoff ihre ersten schauspielerischen Engagements im niedersächsischen Bad Pyrmont und Kattowitz in Oberschlesien. 1906 kam sie nach Berlin zu kleineren Auftritten. Es gab 1915 auch ein Leinwanddebüt beim Stummfilm. Karriere machte sie aber als kabarettistische Chanson- und Liedsängerin. Ihre künstlerische Hochzeit hielt bis 1936 an und endete nach 1942 gänzlich.
1917 lernte Claire Waldoff in Berlin Olga von Roeder (1886–1963) kennen, die aus einer US-amerikanischen Schauspielerfamilie stammte und Nachkommin des Texas-Siedlers Albrecht von Roeder war. Die beiden waren nicht nur ein Mittelpunkt des lesbischen Nachtlebens im Berlin der 1920er Jahre, sondern sie führten auch einen kulturell-politischen Salon zum Gedankenaustausch unter Lesben. Bis zu ihrem Tod waren beide einander Lebensgefährtinnen. „Wir hatten beide das große Los aneinander gezogen“, schrieb Waldoff in ihren Memoiren, „Olly ist überhaupt ein seltener, lauterer Charakter, ein wunderbarer Mensch“.
Sehr enge Freundschaft hielt Claire Waldoff zu den Künstlern Kurt Tucholsky, der u. a. ihr einige Liedtexte unter dem Pseudonym Theobald Tiger schrieb, und Heinrich Zille. Die Sicht des Malers auf Claire Waldoff besang diese in der Textzeile eines Liedes zu Zilles Gedenken: „Wie Du selbst es tatest schildern, [ich] bin ein Bild aus Deinen Bildern“.
Von 1939 bis zu ihrem Tod lebte sie mit Olga von Roeder zurückgezogen in Bayerisch Gmain. 
Die Währungsreform 1948 kostete sie ihre Ersparnisse, sie verarmte. Im Juli 1951 gewährte ihr der Senat von Berlin einen Ehrensold von monatlich 150 D-Mark. 1953 erschien ihre Autobiografie. Am 22. Januar 1957 starb sie, 72 Jahre alt, nach einem Schlaganfall. Ihre Urne wurde im Roederschen Familiengrab auf dem Pragfriedhof Stuttgart beigesetzt wie nach Olgas Tod 1963 auch deren Urne. Als das Familiengrab zwanzig Jahre später aufgelöst wurde, wurden beide Grabgefäße auf Veranlassung der Stadt Stuttgart in eine gemeinsame Nische der rechten hinteren Außenmauer des Kolumbarium umgesetzt.

## Wirken

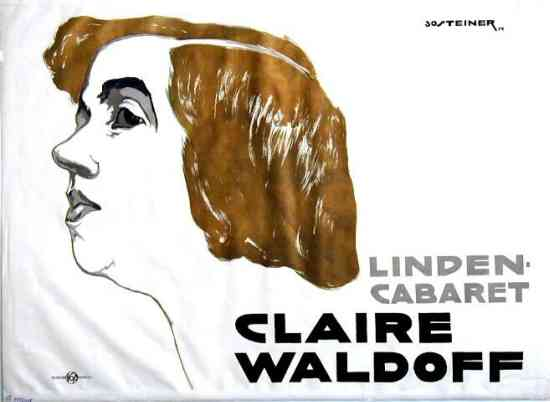
Plakat für das Linden-Cabaret von Josef Steiner (1914)

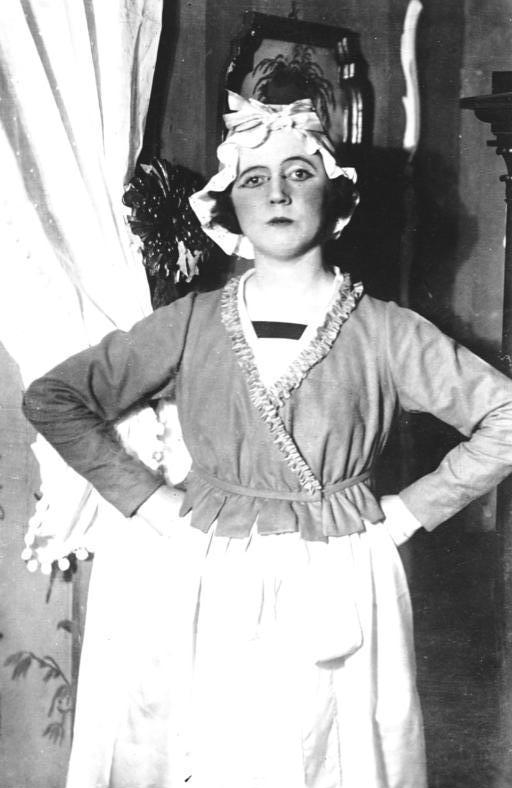
Claire Waldoff vermutlich 1918 in Drei alte Schachteln

Claire Waldoff erhielt zunächst kleinere Komödienrollen im Figaro-Theater am Kurfürstendamm in 5 Stücken von Paul Scheerbart. 1907 wechselte sie zum Kabarett. Rudolf Nelson engagierte sie für das Theater Roland von Berlin an der Potsdamer Straße. Ihren ersten Auftritt hatte sie in einem Etonboy-Anzug. Er machte sie über Nacht zum Stern von Berlin. Kurz vor dem Auftritt schrieb ihr der Komponist Walter Kollo ein Lied über einen liebestollen Erpel und sein Schmackeduzchen. Es war der Ersatz für ein von der Zensur verbotenes Programm mit antimilitaristischen Liedern. Bald gastierte sie auch im Chat Noir an der Friedrichstraße und am Linden-Cabaret Unter den Linden. Während des Ersten Weltkrieges spielte sie im Theater am Nollendorfplatz in Walter Kollos Kriegsoperette Immer feste druff (Textdichter Hermann Freund, Herman Haller, Willy Wolff, 1914) und war später (1916) im Apollo-Theater in Königsberg (Preußen) engagiert. Ab 1924 erhielt sie Engagements in Ausstattungsrevuen unter anderen bei Erik Charell.
Claire Waldoff spezialisierte sich auf Gassenhauer, Schlager und Chansons im Berliner Jargon, den sie auf Kneipentouren gelernt hatte. Ihr Markenzeichen waren Krawatte, Hemdbluse und bronzeroter Bubikopf. Sie rauchte und fluchte auf der Bühne. Sie selbst beschrieb ihre Ausstrahlung später so: „Meine einfache Art, ohne Geste, nur auf Mimik, nur auf das Mienenspiel der Augen gestellt, war etwas Neues auf der Kabarettbühne. Ich war und blieb die große Nummer in meiner Einfachheit.“
Den Höhepunkt ihrer Karriere erreichte sie Mitte der 1920er Jahre. Sie trat in den zwei größten Varietés Berlins, der Scala und dem Wintergarten, auf und unternahm Tourneen durch Deutschland. Sie wurde für Operetten und Ausstattungsrevuen engagiert und stand mit der noch unbekannten Marlene Dietrich auf der Bühne. Der Rundfunk spielte ihre Lieder. Ihre Schallplattenverkäufe erreichten Rekordhöhen. Ihr Repertoire umfasste zu dieser Zeit rund 300 Stücke.
Mit ihrer Lebensgefährtin Olga von Roeder war sie zugleich Mittelpunkt des lesbischen Berlin. Regelmäßig besuchte sie den Damenklub Pyramide, der sich im Toppkeller in Berlin-Schöneberg traf. Dort verkehrten unter anderem die Tänzerinnen Anita Berber und Celly de Rheydt, elegante Frauen, Malerinnen und Modelle.
Die Machtübernahme durch die Nationalsozialisten 1933 bedeutete auch für Claire Waldoff einen Einschnitt. Für einige Zeit hatte sie ein politisches Auftrittsverbot, weil sie noch kurz zuvor bei der kommunistischen Roten Hilfe im Berliner Sportpalast aufgetreten war. Nachdem sie der Reichskulturkammer beigetreten war, wurde es wieder aufgehoben. Mitte der 1930er Jahre trat sie in Berlin in einem Doppelprogramm mit Lene Ludwig auf, die parodistische Tänze mit Masken von Prominenten aufführte.
1936 knickte ihre Karriere ein. Propagandaminister Joseph Goebbels verbot ihr, in der Berliner Scala zu gastieren. In Berlin gab es für sie immer weniger Engagements. Ab 1939 trat sie noch in Rundfunk-Wunschkonzerten auf. Dabei erfreute sie sich jedoch keiner großen Popularität. Am 30. Januar 1941 hielt ein Stimmungsbericht des Sicherheitsdienstes der SS fest: „Das 58. Wehrmachtswunschkonzert hat allgemein sehr angesprochen. [...] Viele Volksgenossen wendeten sich jedoch gegen das Auftreten von Claire Waldoff. Abgesehen davon, daß ihre Chansons inhaltlich sehr dürftig gewesen seien und keineswegs den Humor darstellten, den man sich wünsche, falle Claire Waldoff durch die ‚gewöhnliche‘ Art ihrer Darbietung aus dem insgesamt würdigen Rahmen eines Wehrmachtswunschkonzertes heraus [...].“
1946 hatte sie ein Engagement im „Bunten Würfel“ in München. Nach eigenen Angaben trat sie außerdem noch ein paar Mal in München, in Hamburg „und 1950 vor 33000 Berlinern in der  Waldbühne“ auf.

## Eigene Veröffentlichungen zu Lebzeiten

### Lieder und Chansons (Auswahl)

#### Interpretin / Textautorin
- 1910: Det Scheenste sind die Beenekins (Musik: Walter Kollo).
- 1913: Wer schmeißt denn da mit Lehm.
- 1913: Heinrich heeßt er (nach der Melodie „Hermann heeßt er“ von Ludwig Mendelssohn).
- 1915: Da kann kein Kaiser und kein König was machen (Musik nach dem Motiv eines alten Soldatenliedes)
- 1930: Vier Stationen (Musik: Erich Einegg).

#### Interpretin / Verfasserin der Melodie
- undatiert: Alles kommt im Leben einmal wieder (Text: Alfons Hayduck).
- 1930: Das moderne Mädel (Text: Erich Kersten).
- 1931: Die Chance der Rennbahn (Text: Kurt Steinfeld).

#### Interpretin (Auswahl)
- 1911: Nach meine Beene is ja janz Berlin verrückt (Text: Hermann Frey, Musik: Walter Kollo).
- 1913: Hermann heeßt er (Musik und Text: Ludwig Mendelssohn).
- 1914: Auf der Banke, an der Panke (aus der Operette „Immer feste druff“, mit Karl Gessner, Musik: Walter Kollo, Text: Rideamus).
- 1923: Dornröschen aus’m Wedding (Musik: Friedrich Hollaender, Text: Hermann Vallentin).
- 1924: Ausgerechnet Bananen! (Musik und Text: Frank Silver und Irving Cohn, deutscher Text: Fritz Löhner-Beda).
- 1926: An der Panke – an der Wuhle – an der Spree (Musik: Hans Mey, Text: Hans Brennert).
- 1928: Wat braucht der Berliner um glücklich zu sein? (Musik: Fritz Paul, Text: Werner Hassenstein).
- 1928: Ich rolle Punkt (Musik: Sigismund Witt, Text: Heide Sachs).
- 1929: Wegen Emil seine unanständige Lust (Musik: Paul Strasser, Text: Julian Arendt).
- 1929: Wenn die Soldaten durch die Stadt marschieren (traditionelles Volks- und Soldatenlied)
- 1930: Das Lied vom Vata Zille (Musik: Willi Kollo, Text: Willi Kollo und Hans Pflanzer)

### Filmografie
- 1915: Erste Rolle in Mieze Strempels Werdegang (Stummfilm, Regie: Waldemar Hecker, Drehbuch: Ludwig Mendelssohn)[15]
- 1926: Der Jüngling aus der Konfektion (Stummfilm, Regie: Richard Löwenbein) u. a. mit Curt Bois[16]

### Autobiografie
- Weeste noch …! Aus meinen Erinnerungen. Progress-Verlag, Düsseldorf/München 1953.

Neuausgabe, Herausgeber: Volker Kühn: „Weeste noch …?“ Erinnerungen und Dokumente. Parthas, Berlin 1997, ISBN 3-932529-11-1.
Neuausgabe: Weeste noch …! Aus meinen Erinnerungen. L.S.D. im Steidl Verlag, Göttingen 2013, ISBN 978-3-86930-613-1.

## Werke über und zu Claire Waldoff

### Diskografie
Tonträger, mit Originalaufnahmen von Claire Waldoff, die post mortem publiziert und aufbereitet wurden:
- Jürgen Lahrtz (Redaktion): Claire Waldoff. Hermann heeßt er! Überspielungen von Original-Schellackplatten (78/min) unter Beibehaltung des authentischen Klangbildes der Originalaufnahmen. Pool Musikproduktion/VEB Deutsche Schallplatte Berlin/DDR. TELDEC Schallplatten GmbH 6.26354 AF, Hamburg 1986.
- Volker Kühn (Produktion): Bei uns um die Gedächtniskirche rum. Friedrich Hollaender und das Kabarett der zwanziger Jahre in Originalaufnahmen. Mit Hans Albers, Wilhelm Bendow, Curt Bois, Marlene Dietrich, Blandine Ebinger, Joachim Ringelnatz, Trude Hesterberg, Werner Finck, Claire Waldoff, Heinz Rühmann, den Comedian Harmonists u. a. Akademie der Künste. Edel Doppel-CD. Records-CD 0014532 TLR, 1996.
- Volker Kühn (Regie): …und Rudi macht Musik dazu. Rudolf Nelson – Ein musikalisches Porträt. In Originalaufnahmen mit Hans Albers, Irene Ambrus, Eva Busch, Marlene Dietrich, Kurt Gerron, Fritz Grünbaum, Dora Paulsen, Guido Thielscher, Claire Waldoff, Käthe Erlholz, Oskar Karlweis u. a., Doppel-CD.; Edel Records-CD 0014 603 TLR, 1999.
- Volker Kühn (Produktion): Singt eener uffn Hof. Kurt Tucholsky als Kabarettautor. Originalaufnahmen mit Kate Kühl, Paul Graetz, Claire Waldoff, Trude Hesterberg, Ernst Busch, Annemarie Hase, Curt Bois u. a. Produktion: Volker Kühn, duo-phon records Berliner Musenkinder. CD 05 05 3., 1999.
- Claire Waldoff Die Königin der Kleinkunst Folge 1 und 2; Membran Music documents 2005 (Vertrieb Grosser und Stein) Folge 1: ISBN 3-86562-312-3,  EAN 4011222232267, Folge 2: ISBN 3-86562-313-1, EAN 4011222232274.  Zwei Materialmix Digipacs in Buchform (14 × 25 cm) mit jeweils 4 CDs mit 77 Aufnahmen und einem 20-seitigen Booklet, die den Zeitraum von 1910 bis 1951 (eine unveröffentlichte Aufnahme) umfassen, wobei bei zahlreichen Aufnahmen keine Jahreszahl gegeben werden konnte. Die hier zusammengestellten 154 Aufnahmen dürften derzeit die umfangreichste Zusammenstellung der von ihr gesungenen Lieder darstellen.

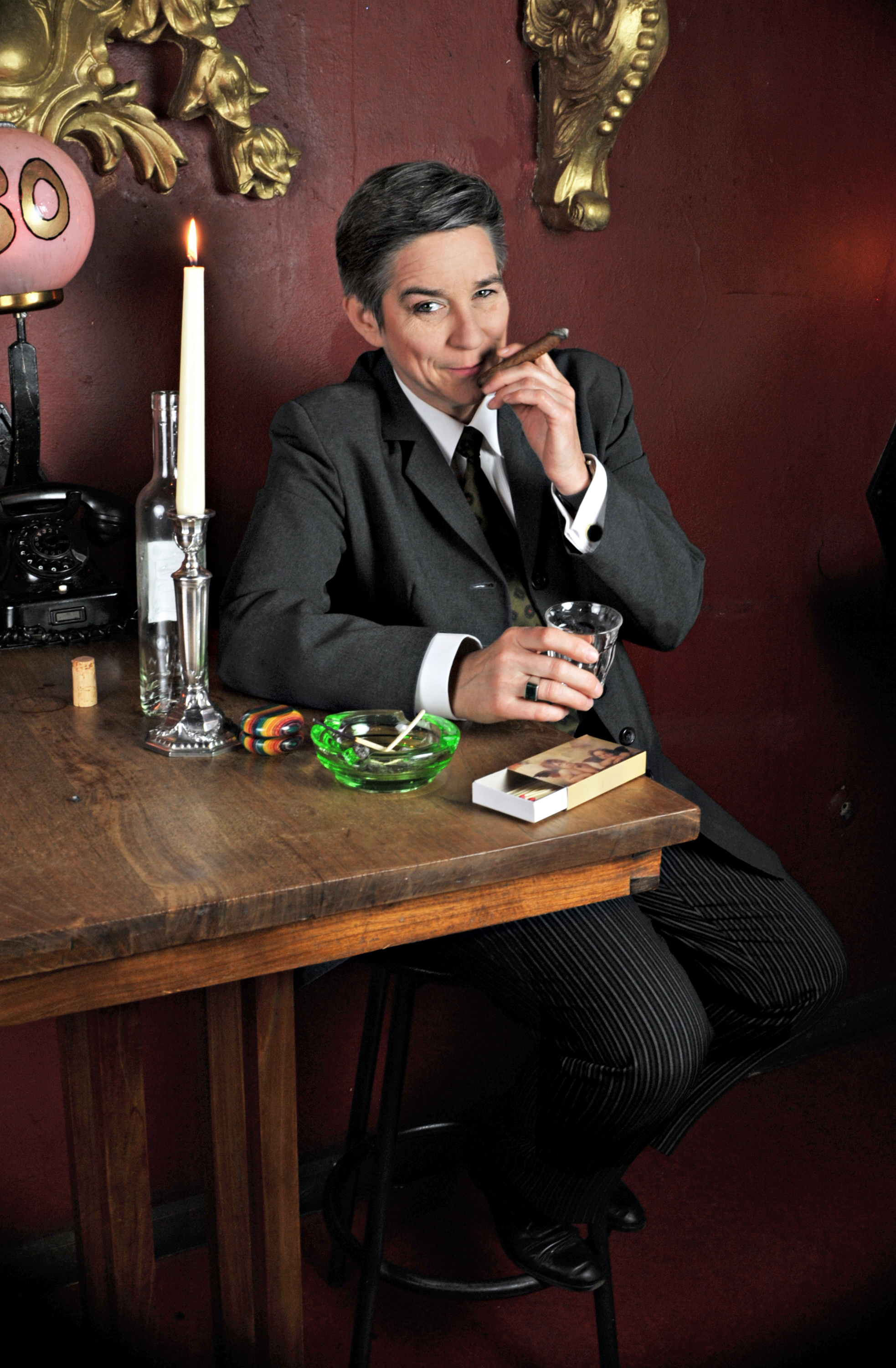
Sigrid Grajek als Claire Waldoff (2015)

### Interpretationen ihrer Lieder
- Mit Claire Waldoff-Programmen traten u. a. auf Astrid Bless und Karin Eickelbaum.
- Angèle Durand: Lieder der Claire Waldoff, Schallplatte, 1980
- Maegie Koreen: Dann wackelt die Wand: Eine Hommage an Claire Waldoff, CD, 2004

### Bühnenstücke
- Friedel von Wangenheim: Claire Waldoff. Stationen einer Cabaret-Karriere, aufgeführt am Charlottenburger Theater Tribüne mit Angelika Mann in der Hauptrolle, 2000
- Katrin Schinköth-Haase: Revolverschnauze,[17] Musiktheaterstück über Claire Waldoff, 2007
- Horst Pillau: Zille, mit Walter Plathe als Heinrich Zille, verkörperte Luise Schnittert Claire Waldoff und sang Berliner Lieder von ihr, 2009[18]
- Sigrid Grajek: Claire Waldoff: Ich will aber gerade vom Leben singen … – musikalische Biografie von und mit Sigrid Grajek und Stefanie Rediske (Piano), 2006[19]

### Verfilmung
- 1987: Claire Berolina DDR-Fernsehfilm der DEFA über Karriere und Leben aus Anlass des 750. Jahrestages Berlins. Unter Regie von Klaus Gendries und gespielt von Maria Mallé vom Metropol-Theater als Claire Waldoff.[20]

## Postume Würdigungen

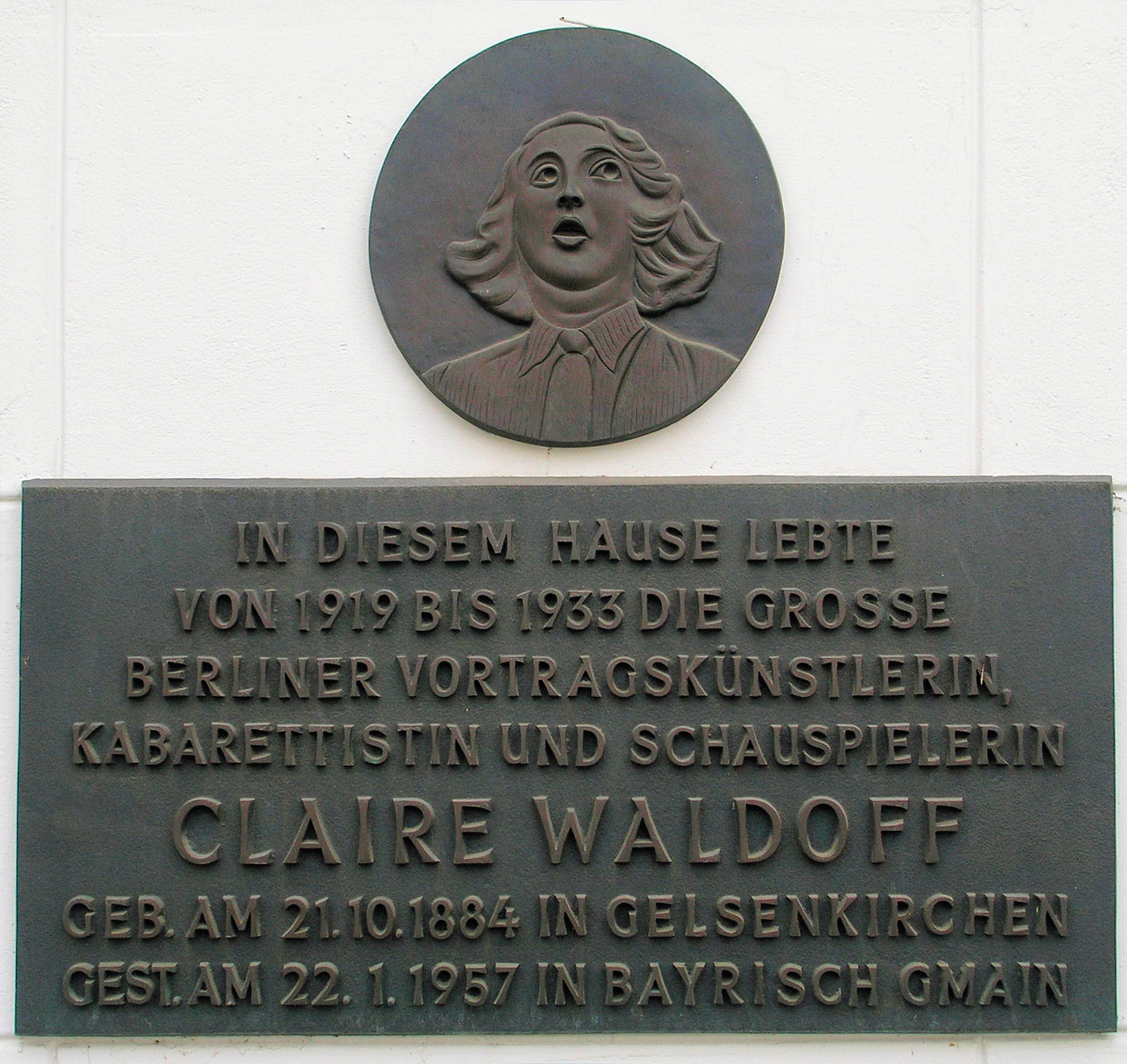
Gedenktafel am Haus Regensburger Straße 33 in Berlin-Schöneberg
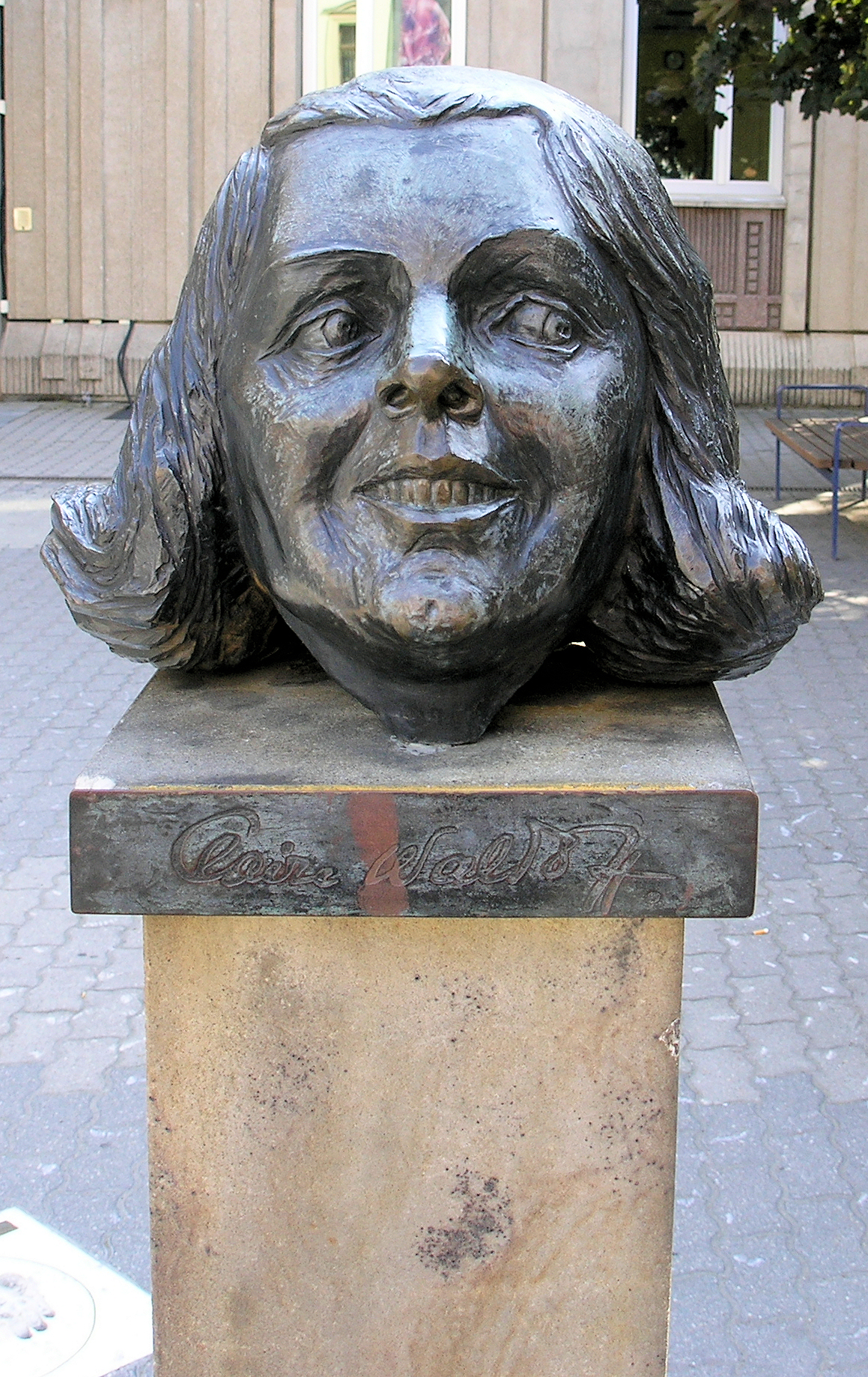
Bronzebüste am Haus Friedrichstraße 107 in Berlin-Mitte
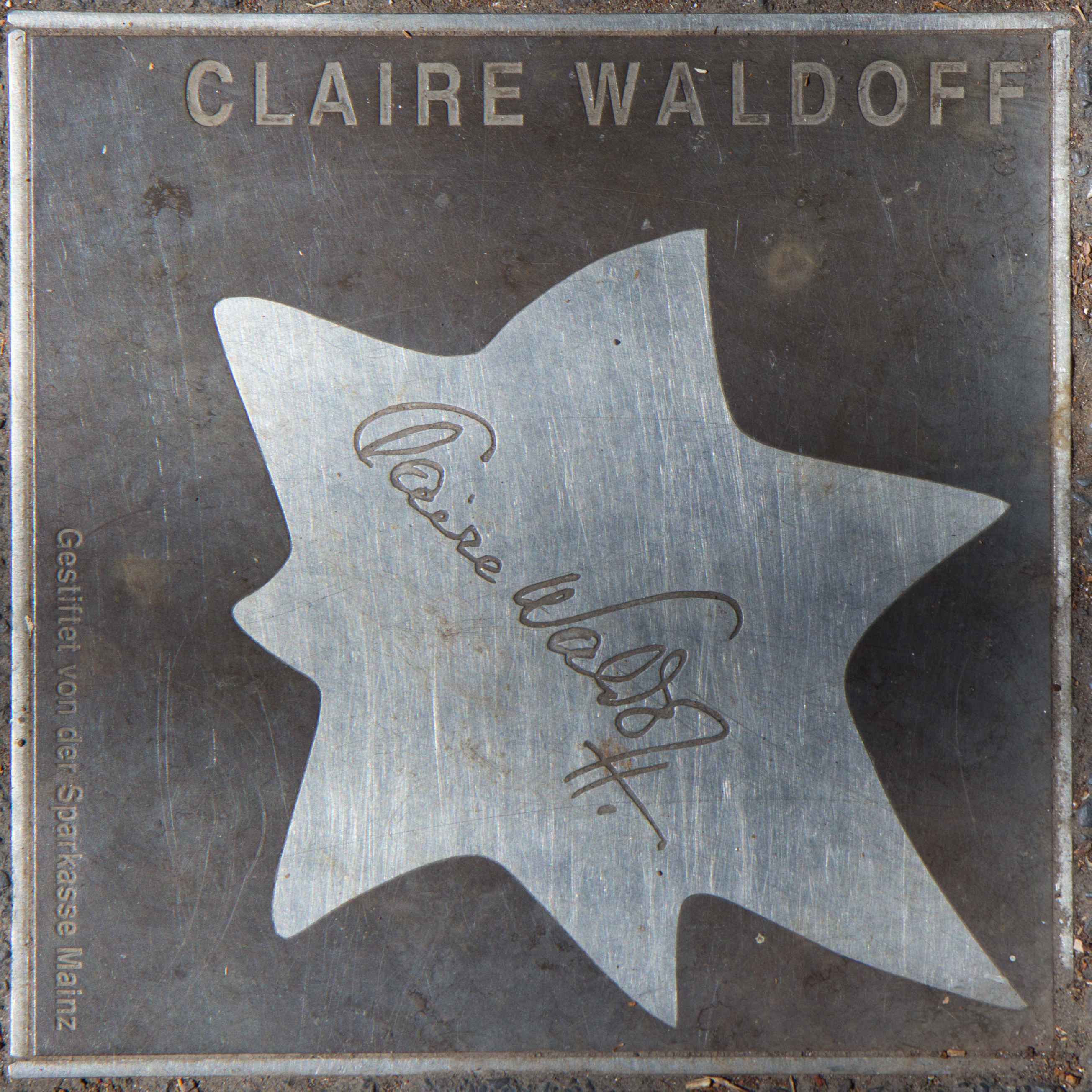
Sterne der Satire – Walk of Fame des Kabaretts in Mainz

### Straßen und Wege
- Claire-Waldoff-Weg, eines der Stuttgarter Stäffele in Stuttgart-Botnang
- Claire-Waldoff-Weg, in Bayerisch Gmain
- Claire-Waldoff-Straße in Gelsenkirchen
- 1979: Claire-Waldoff-Promenade in der von 1976 bis 1981 erbauten Heinrich-Zille-Siedlung in Berlin-Moabit (Lage)
- 1986: Claire-Waldoff-Straße in Berlin-Mitte

### Ehrungen
- Gedenktafel in der Regensburger Straße 33, Berlin-Schöneberg, in der die „Berolina des Chansons“ von 1919 bis 1933 lebte.
- 1986/87: Bronzebüste von Reinhard Jacob vor dem Friedrichstadtpalast, Friedrichstraße 107, Berlin-Mitte.
- 2004: Stern auf dem Walk of Fame des Kabaretts in Mainz.

## Zitate
„Singe, wem Gesang gegeben. Du aber, Clärchen, singe auch ohne ihn! hat der liebe Gott sicher zu ihr gesagt. Die unvergleichlich komische kleine Kruke knautscht die Worte, gröhlt aus Reibeisenkehle die Melodie […]. Eigentlich möchte man ihr stundenlang in die Fresse hauen! So frech und vergnügt grienend steht sie da. Rot leuchtet der Kopf. Rund alle Rundungen. Das Auge zwinkert wissend, jedes Wort kräht krakelend. Urkomisch, hinreißend – ein Original.“

## Trivia
In der dritten Staffel (erste Folge) von Babylon Berlin legen Charlotte „Lotte“ Ritter und ihre Schwester eine Schallplatte mit dem Lied Raus mit den Männern aus dem Reichstag von Waldoff auf und singen dazu.